# Chablais vaudois
Le Chablais vaudois est une région du sud-est du canton de Vaud et de l'est du Chablais situé sur la rive droite du Rhône. C'est l'une des six régions vinicoles du canton.

## Situation

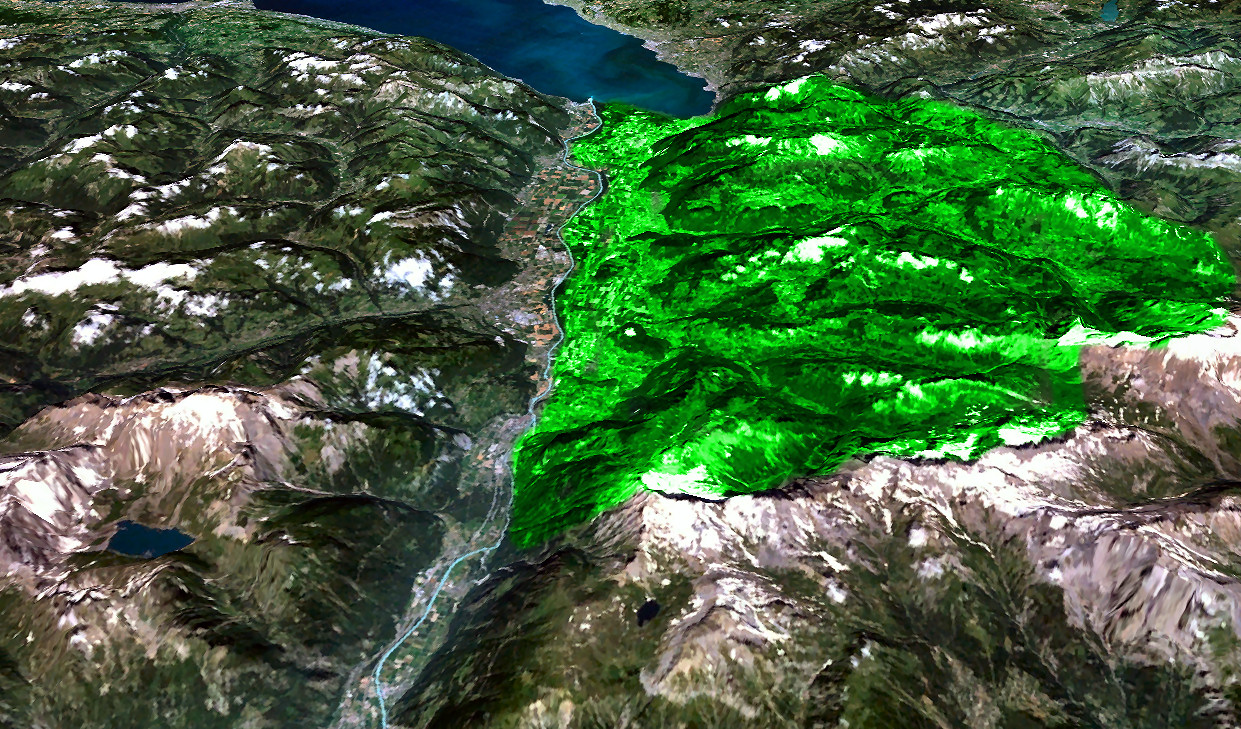
Vue satellite en direction du nord du Chablais vaudois (en vert)

La région s'étire au pied des Préalpes et Alpes vaudoises de Villeneuve, au nord, jusqu'à la commune de Lavey-Morcles au sud. Elle est délimitée à l'ouest par le cours du Rhône, à l'est par les limites du district d'Aigle, au nord par le Léman et au sud par la frontière avec le canton du Valais.
La partie du Chablais situé sur la rive gauche de la vallée du Rhône est le Chablais valaisan.

## Région vinicole
La région vinicole du Chablais comprend toutes les communes viticoles du district d'Aigle. Les vignobles du Chablais sont des ceps planté sur des coteaux de la rive droite de la vallée du Rhône et dominés par des forêts et des parois rocheuses qui les séparent de la zone alpine.
Le Chablais vaudois totalise une surface de 590 ha de vignobles sur la rive droite de la vallée du Rhône, soit 15,38 % de la surface viticole vaudoise. Leur exposition leur offre un maximum d'ensoleillement, déjouant l'effet d'ombrage des crêtes montagneuses du matin au soir.

### Appellations vinicole
- Aigle : commune d'Aigle, 135 hectares, 18 vignerons-encaveurs. Principalement du Chasselas en blanc et du Gamay et du Pinot noir en rouge, mais aussi du Gamaret, Garanoir, Merlot, Sauvignon blanc et Pinot gris. Les vins d'Aigle sont élégants et délicats, un nez fruité-floral, imprégnés d'un terroir argilo-graveleux. Leurs arômes évoquent les fruits à pépins et la pierre brûlée.
- Bex : commune de Bex et Lavey, 110 hectares, 4 vignerons-encaveurs. Les rouges Pinot noir, Gamay, Gamaret, Merlot et Garanoir occupent plus de 60 % de l’encépagement de Bex.
- Ollon : commune d'Ollon, entité de Verschiez, Ollon, Antagnes et Saint-Triphon, 122 hectares, 8 vignerons-encaveurs
- Villeneuve : commune de Villeneuve et de Roche, 63 hectares, 5 vignerons-encaveurs. Les vins de Villeneuve se caractérisent, au nez, par un joli bouquet fruité-terroir assez viril de caractère. Leurs arômes rappellent l'ardoise et le silex, associés à une subtile odeur de fleur de vigne.
- Yvorne : commune d'Yvorne et Corbeyrier, 160 hectares, 12 vignerons-encaveurs

## Transports

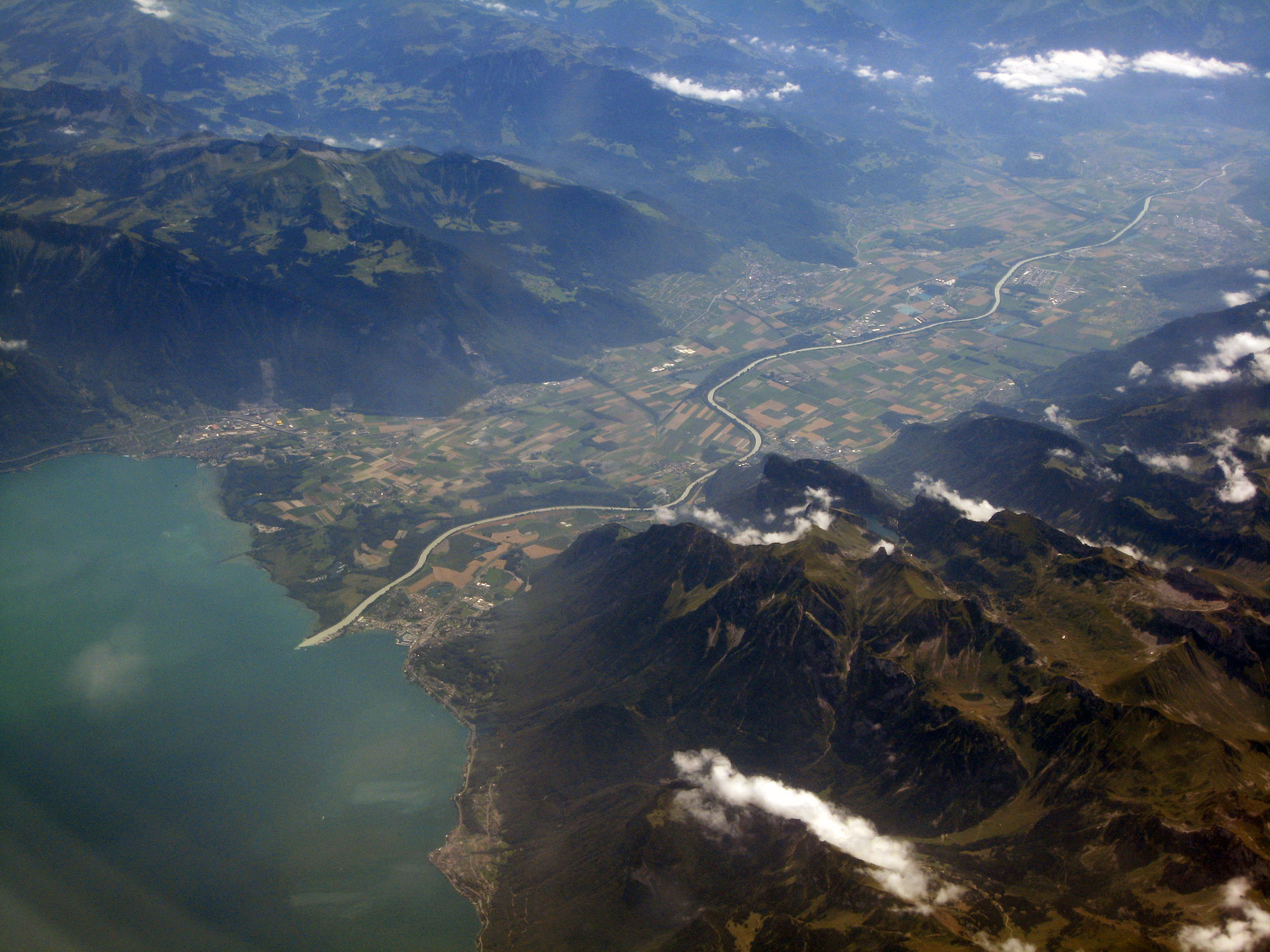
Le Chablais vaudois entre Bex et Villeneuve sur la rive droite de la vallée du Rhône

L'autoroute A9 (E27) traverse le Chablais vaudois du nord au sud. Les cinq points d'accès à l'A9 se situant dans le chablais sont :
- A9 (Brigue-Lausanne-Vallorbe)  16 (Villeneuve),   17 (Aigle),   18 (Saint-Triphon),   19 (Bex) et   20 (Saint-Maurice - Lavey)

Routes principales parcourant le Chablais vaudois: H9, H11 et H21
Le Chablais vaudois est desservi par les réseaux de transports publics suivant : la ligne du Simplon, exploitée par les CFF. Quatre lignes de chemins de fer régionales sont exploitées par les Transports publics du Chablais. Ce sont les lignes Aigle − Leysin, Aigle − Ollon − Monthey − Champéry, Aigle − Le Sépey − Les Diablerets ainsi que Bex − Villars-sur-Ollon − Bretaye. Cette même compagnie dessert aussi la région par un réseau de bus conjointement avec le réseau CarPostal.